# Kamionek (Warszawa)

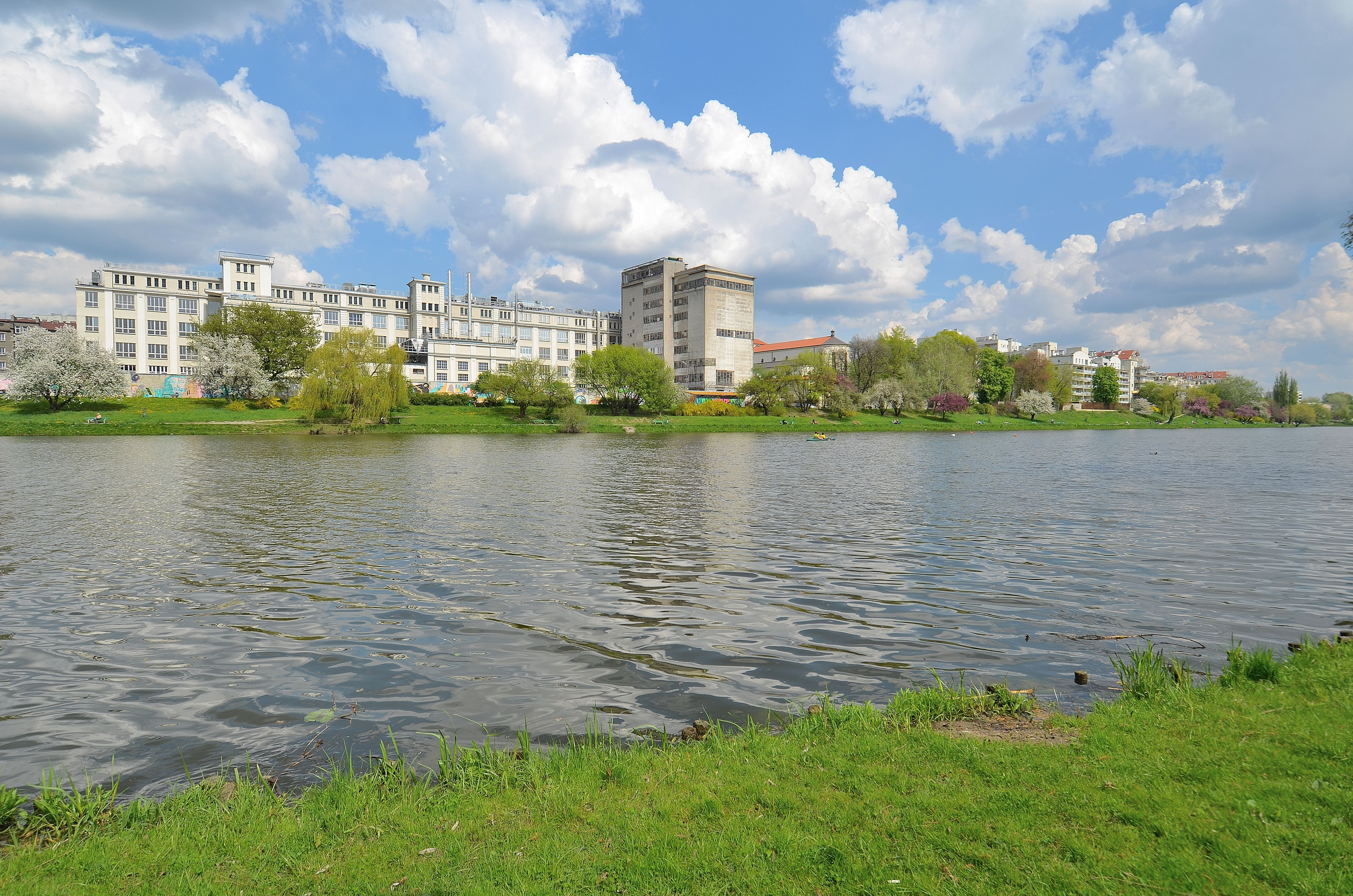
Jeziorko Kamionkowskie, po lewej budynki fabryki Lotte Wedel

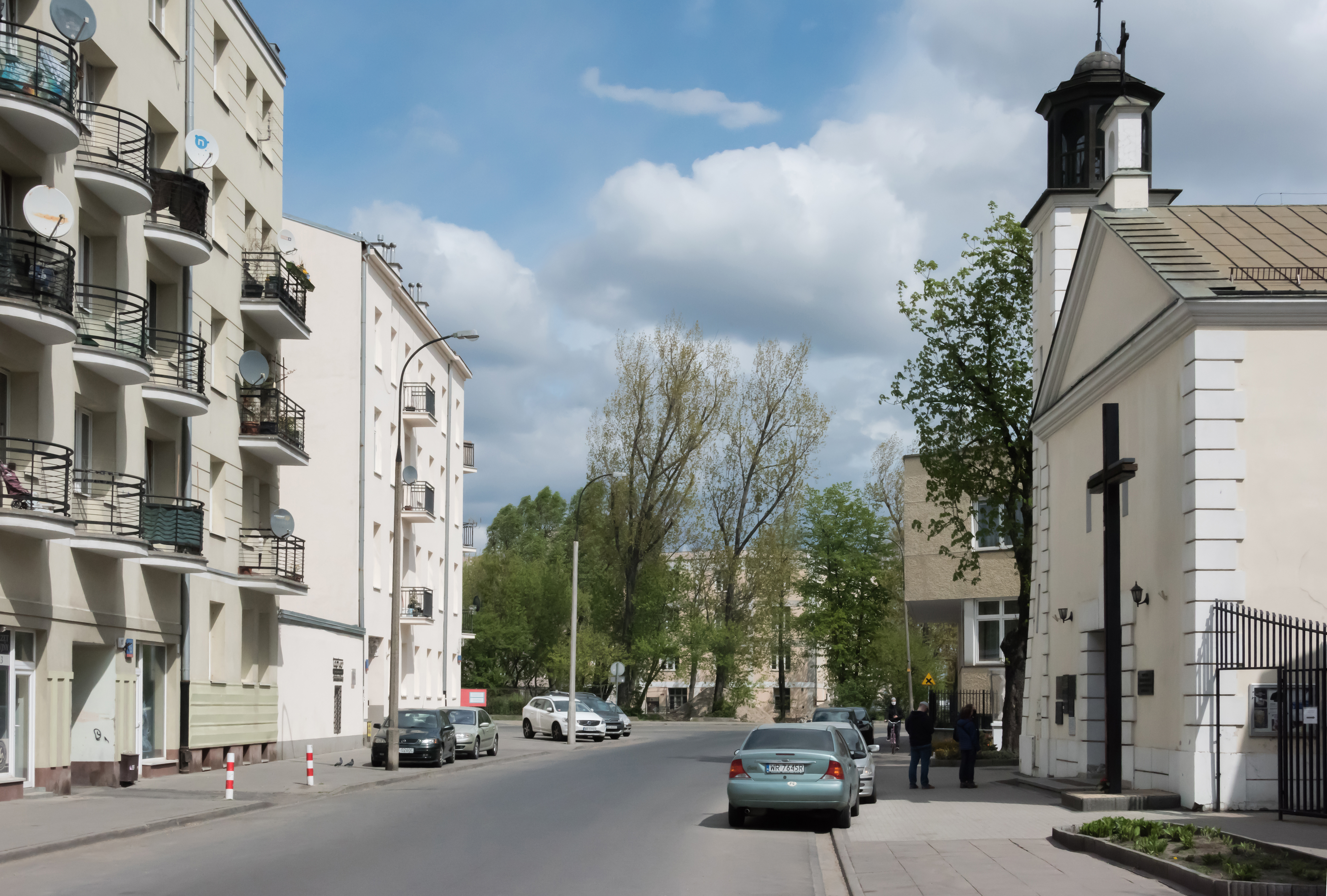
Ulica Skaryszewska

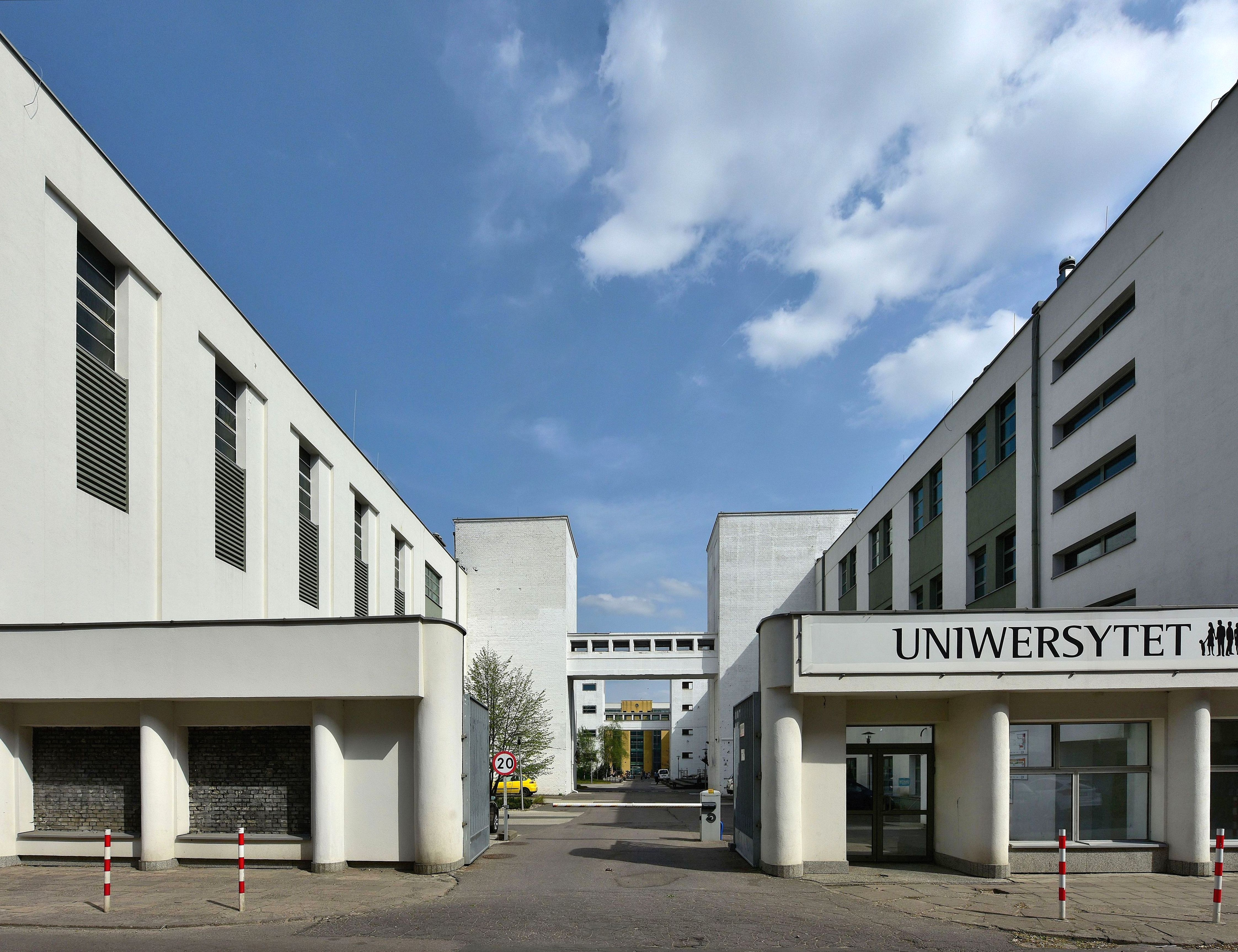
Kompleks Uniwersytetu SWPS, mieszczący się w kompleksie Fabryki Aparatów Elektrycznych Kazimierza Szpotańskiego

Kamionek (dawniej Kamion lub Kamień, także Kamionki) – osiedle i obszar MSI w dzielnicy Praga-Południe w Warszawie.

## Granice
Granice Kamionka, jako osiedla samorządowego, do kwietnia 2010 r. przebiegały następująco: od wiaduktu nad ul. Zamoyskiego, wzdłuż linii kolejowej do ul. Podskarbińskiej, stroną nieparzystą ul. Podskarbińskiej do zbiegu z ul. Grochowską, zachodnią stroną ul. Międzyborskiej do al. Waszyngtona, wzdłuż Bulwaru St. Augusta do ul. Międzynarodowej, ul. Międzynarodową na północ wzdłuż ogrodzenia Parku im. I. Paderewskiego (parku Skaryszewskiego) do północnego brzegu Jeziorka Kamionkowskiego, wzdłuż brzegu Jeziorka oraz ul. Zamoyskiego do wiaduktu.
Po przyjęciu przez Radę Warszawy 14 stycznia 2010 r. nowego Statutu Dzielnicy Praga Południe, władze dzielnicy przyjęły nowe statuty jednostek pomocniczych niższego rzędu istniejących na terenie dzielnicy, modyfikując w niektórych przypadkach ich granice. W przypadku Kamionka rozszerzono jego obszar o tereny kolejowe na północy oraz o tereny parku Skaryszewskiego i Stadionu Narodowego wraz z błoniami (tereny te do tej pory znajdowały się poza obszarami wyznaczonych osiedli, przy czym Park Skaryszewski i Stadion Narodowy znajdują się na terenach historycznie będących częścią Saskiej Kępy), tak, że obecne jego granice mają następujący przebieg: od północnej granicy dzielnicy stroną nieparzystą ul. Podskarbińskiej do zbiegu z ul. Grochowską, zachodnią stroną ul. Międzyborskiej do al. Waszyngtona, nieparzystą stroną od osi al. Waszyngtona do ronda Waszyngtona, przez rondo Waszyngtona i na północ od osi al. Poniatowskiego/mostu Poniatowskiego do osi rzeki Wisły i granicy dzielnicy, wzdłuż zachodniej i północnej granicy dzielnicy do wysokości ul. Podskarbińskiej.
Kamionek jako obszar według Miejskiego Systemu Informacyjnego (MSI) rozciąga się od Wisły, wzdłuż al. Poniatowskiego i al. Waszyngtona do ul. Kinowej, dalej ul. St. Augusta do ul. Terespolskiej, dalej do ul. Mińskiej i Chodakowskiej, którą dochodzi do północnej granicy Pragi-Południe (linii kolejowej). Linią kolejową granica Kamionka biegnie do Wisły, przy moście średnicowym. Według MSI Kamionek nie obejmuje wschodnich terenów osiedla uznanych za część Kamionka zarówno w 1998 r. przez Radę Gminy Warszawa-Centrum, jak i w 2010 r. przez Radę Dzielnicy Praga-Południe.

## Historia
Istniejąca w XI-XII wieku osada Kamion (Kamień), która dała nazwę obecnemu Kamionkowi, wymieniana jest w falsyfikacie mogileńskim na prawym brzegu Wisły, przy przeprawie z Solca na Saską Kępę. Rozciągała się ona na obszarze zawartym pomiędzy obecnymi ulicami Ząbkowską i Podskarbińską. Z czasem wyodrębniły się z niej osady: Targowe i Skaryszew. 
Wieś duchowna Kamion w 1580 znajdowała się w powiecie warszawskim ziemi warszawskiej województwa mazowieckiego, własność prebendalna płockiej kapituły katedralnej w 1542 roku.
Na polach Kamiona miały miejsce elekcje dwóch królów polskich: Henryka Walezego (1573) oraz Augusta III (1733). 
Ziemie istniejącego kościoła i jego parafii, aż do wykupienia ich przez Stanisława Augusta w 1780, należały przez wieki do kapituły płockiej. 
W miejscu gdzie kiedyś stał kościół – zniszczony w 1656 i rozebrany w połowie XVII wieku, znajduje się obecnie kościół pod wezwaniem Matki Boskiej Zwycięskiej (wzniesiony w latach 1929−1931) według projektu Konstantego Jakimowicza. Obok kościoła znajduje się najstarsza zachowana nekropolia w Warszawie i jedna z najstarszych w Polsce – cmentarz Kamionkowski, funkcjonujący od XIII wieku a zamknięty w 1887 w związku z otwarciem cmentarza Bródnowskiego. Jest to zarazem jedyny zachowany cmentarz przykościelny w Warszawie. Znajdują się tam m.in. symboliczne groby: obrońców Warszawy z 1794, generała i poety Jakuba Jasińskiego oraz Tadeusza Korsaka.

Obok cmentarza katolickiego pod adresem ul. Grochowska 307 znajdował się także cmentarz staroobrzędowców, zlikwidowany po II wojnie światowej (8 mogił z tego cmentarza przeniesiono na cmentarz prawosławny na Woli). 
Zabudowa Kamionka ucierpiała w czasie obrony Warszawy we wrześniu 1939.
W domku loretańskim w kościele Matki Bożej Loretańskiej znajduje się figura Matki Boskiej Kamionkowskiej, pochodząca pierwotnie z kościoła na Kamionku.
W 1890 roku Kamionek przyłączono do Warszawy.

## Zabytki
Na Kamionku znajduje się kilkadziesiąt zabytkowych obiektów. Część z nich ujęta jest w rejestrze zabytków, m.in. park Skaryszewski, kościół na Kamionku, kamienica przy ul. Chodakowskiej 22, zespół Instytutu Weterynarii SGGW, hale dawnej Warszawskiej Fabryki Sprzętu Spawalniczego „Perun”.
Po obu stronach ulicy Jana Zamoyskiego (36 i 55) znajdują się klasycystyczne Rogatki Grochowskie (kiedyś Rogatki Moskiewskie) wzniesione w 1823 przez Jakuba Kubickiego. Oba pawilony są ustawione symetrycznie do siebie. Parterowe rogatki na planie prostokąta ozdabiają wgłębne portyki z czterema jońskimi kolumnami. W 1961 budynek usytuowany po parzystej stronie został przesunięty o ponad 10 metrów w głąb posesji w związku z poszerzaniem ulic Grochowskiej i Zamoyskiego. Po rozbiórce dwóch kamienic i 4 latach przygotowań 18 czerwca 2001 pawilon południowej rogatki (po stronie nieparzystej) został przesunięty o 8,7 metra w kierunku Zakładów Wedla. Obecnie oba pawilony wynajmowane są prywatnym firmom.

## Ludzie związani z Kamionkiem
W 1864 na Kamionku urodził się Roman Dmowski.